# The Heart Snatcher
The Heart Snatcher est un film américain réalisé par Roy Del Ruth, sorti en 1920.

## Fiche technique
- Réalisation : Roy Del Ruth
- Production : Fox Film
- Producteur : 	Henry Lehrman
- Producteur exécutif : William Fox
- Durée : 20 minutes
- Date de sortie : 1920

## Distribution

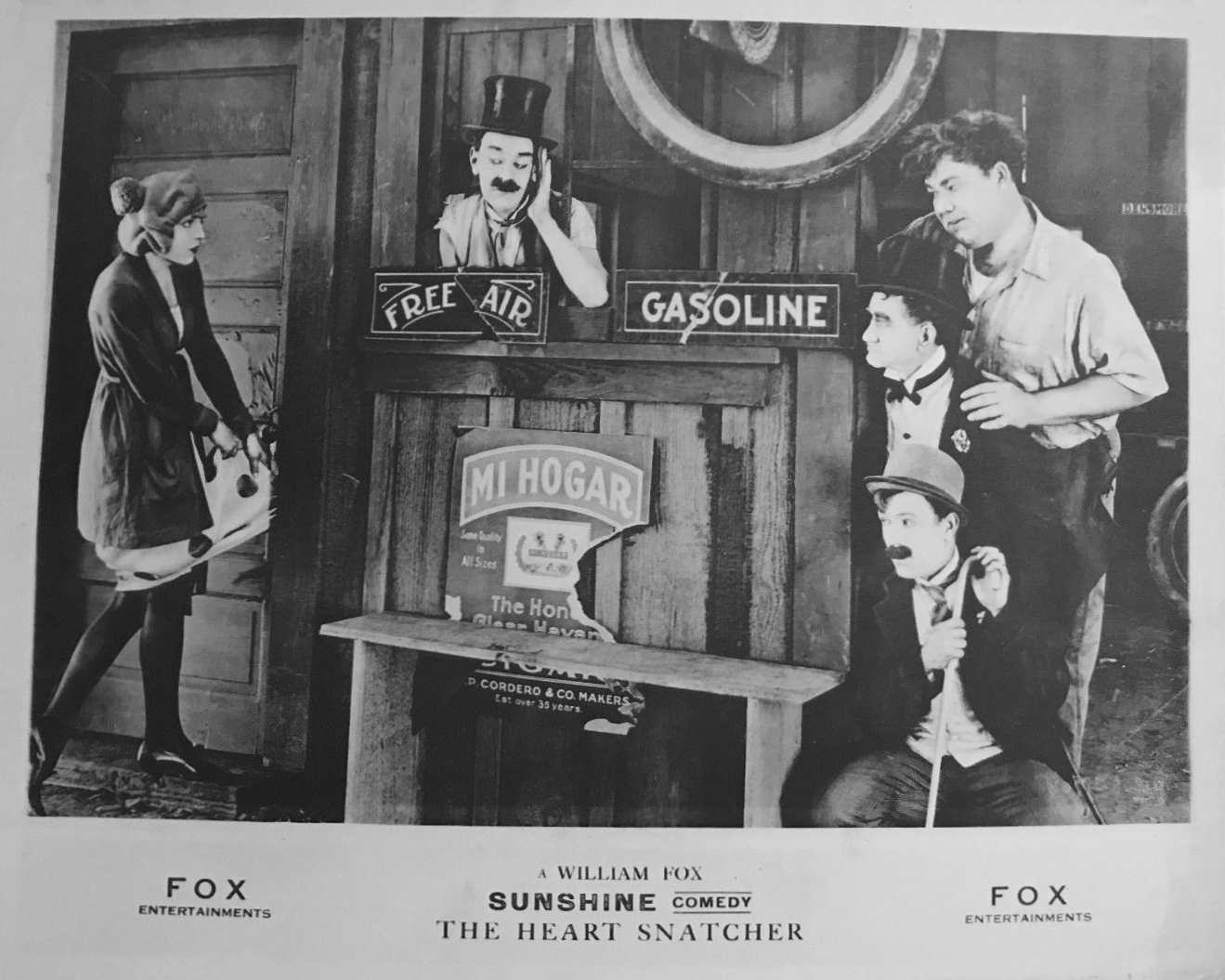
Carte promotionnelle du film.

- Jack Cooper
- Marvel Rea
- Harry Booker
- Bobby Dunn
- Kewpie Morgan : The Blacksmith
- Josef Swickard
- Joe Murphy
- Frank J. Coleman